# 艾蜜莉·華森
艾蜜莉·華森（英語：Emily Watson，1967年1月14日—），英格蘭女演員。她的首部電影作品是由拉斯·馮·提爾執導的《破浪而出》(1996)而獲得歐洲電影獎、紐約影評人協會獎、國家影評人協會獎、羅伯獎、波迪獎最佳女主角，並入圍奧斯卡最佳女主角獎；1999年，她又以《無情荒地有琴天》(1998)入圍奧斯卡最佳女主角獎。

## 重要作品
- 1996：《破浪而出》(Breaking the Waves)
- 1998：《無情荒地有琴天》(Hilary and Jackie)
- 1999：《天使的孩子》(Angela's Ashes)
- 2001：《高斯福大宅謀殺案》(Gosford Park)
- 2002：《戀愛雞尾酒》(Punch-Drunk Love)
- 2002：《紅龍》(Red Dragon)
- 2002：《撕裂的末日》(Equilibrium)
- 2005：《地獄新娘》(Corpse Bride)
- 2005：《生死關頭》(The Proposition)
- 2008：《不存在的女兒》(The Memory Keeper's Daughter)
- 2011：《戰馬》(War Horse)
- 2012：《安娜·卡列尼娜》(Anna Karenina)
- 2013：《偷書賊》(The Book Thief)
- 2014：《愛的萬物論》(The Theory of Everything)
- 2015：《聖母峰》(Everest)
- 2017：《世紀天才》(Genius)
- 2017：《金牌特務：機密對決》(Kingsman: The Golden Circle)
- 2019：《切尔诺贝利》(Chernobyl)

## 外部連結
- 艾蜜莉·華森在互联网电影资料库（IMDb）上的資料（英文）
- 艾蜜莉·華森在豆瓣上的资料（简体中文）